# The Salvation Riders MC

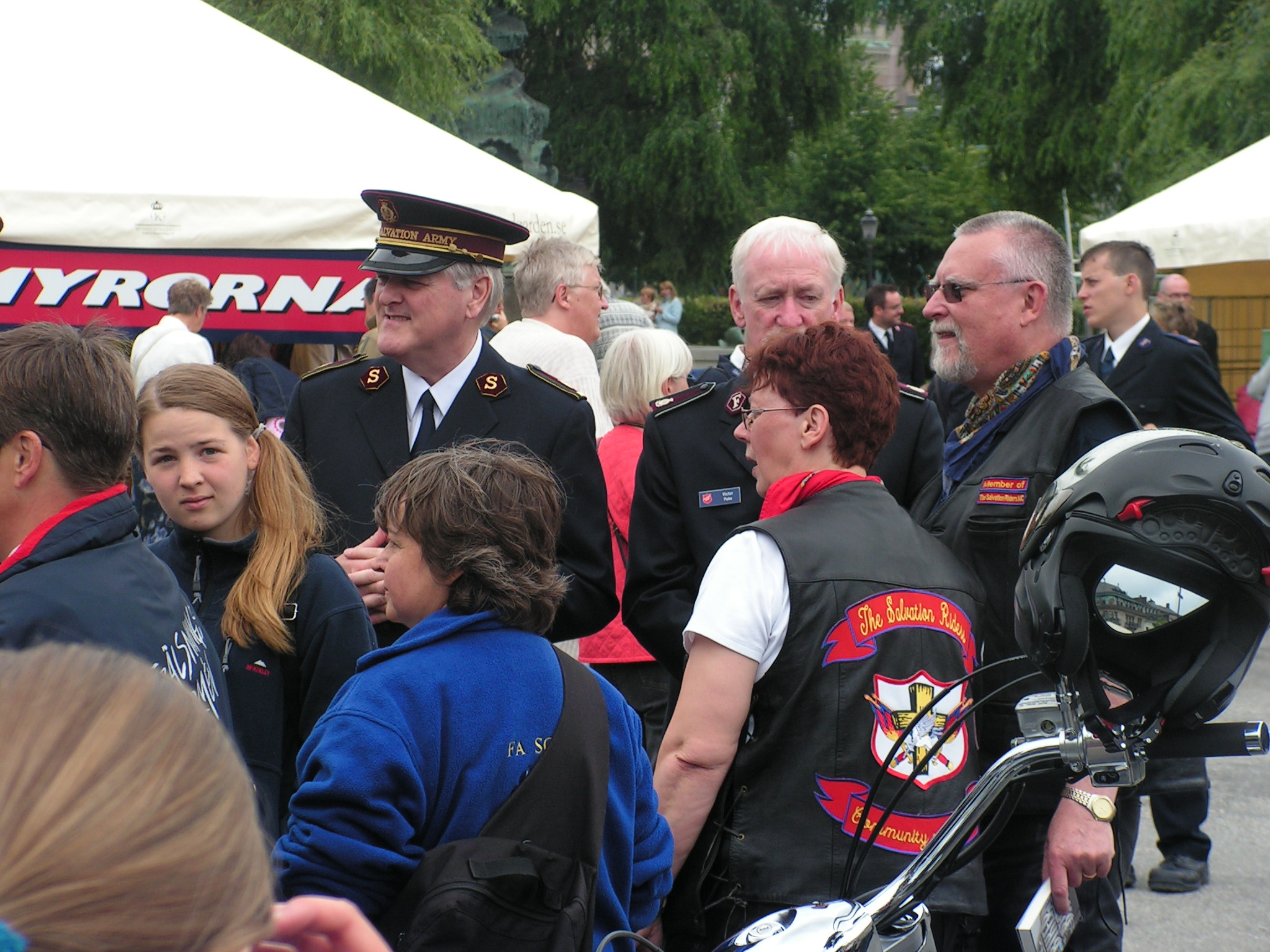
Medlemmar ur klubbens svenska avdelning i samtal med FA:s general Shaw Clifton och kommendör Victor Poke.

The Salvation Riders MC är en norsk motorcykelklubb. Klubben grundades 30 juni 2001. Senare har även en svensk klubb startats.